# Middle-earth: Shadow of Mordor
Middle-earth: Shadow of Mordor (укр. Середзем'я: Тінь Мордору) — мультиплатформна відеогра в жанрі Action, розроблена Monolith Productions і видавництвом Warner Bros. Interactive Entertainment. Гра була видана  для Windows, Xbox One і PlayStation 4 30 вересня 2014 року, а на консолях Xbox 360 і PlayStation 3 вийшла 18 листопада 2014 року.

## Ігровий процес
Головний герой гри — Таліон, чию сім'ю вбили, а потім і його самого принесли в жертву поплічникам Саурона, щоб прикликати дух Келебримбора, творця Перснів Влади, зі світу духів. Але саме завдяки духу ельфа Таліон був повернений до життя, отримавши надприродні здібності, і тепер направляється в Мордор.
Головний ворог Таліона — Саурон і його армія, а саме чорні полководці: Чорна Рука, Вежа і Молот. Крім основної сюжетної лінії існують  додаткові завдання, які  дозволяють підвищити досвід або здобути корисні навички героя. Важливою частиною гри є вистежування і знищення уруків-капітанів, а пізніше — їх таврування (підкорення  розуму).
Історія не є канонічною щодо «Володаря перснів», але має  спільні моменти з оригінальним твором Джона Толкіна. Так, гравець зустрічається з Ґолумом, з яким, як виявилося пізніше, має багато спільного, включаючи роздвоєння особистості та зв'язок зі світом духів.

## Передісторія
За 5000 років до описаних подій, Саурон під виглядом Аннатара («Подателя дарів») обманом змусив ельфа Келебримбора створити Персні Влади. Пізніше Саурон створив Єдиний Перстень, для підкорення всіх інших. Дізнавшись, хто ховається під виглядом Аннатара, і які його наміри, Келебримбор рушає до леді Ґаладріель за порадою. Темному Володарю вдається захопити його. Він привів Келебримбора в Розколину Долі Ородруїна, щоб майстер-коваль довів Перстень до ідеалу. Келебримбор зробив те, про що його просили, викарбував на Персні знаменні надписи і дав йому силу робити невидимим власника. Проте потай від Саурона він наділив Перстень власною волею, чим і скористався, щоб вкрасти Перстень, знову втекти й набрати армію. Келебримбор повернувся до Мордору з величезною армією орків, щоб звільнити свою сім'ю. Але він не врахував, що Перстень міцно пов'язаний з Сауроном, і в розпалі битви він зісковзнув з пальця й повернувся до свого колишнього господаря. Останнє, що побачив Келебримбор, — це смерть своєї сім'ї від рук Саурона. А після цього Темний Володар у вигляді Аннатара вбив Келебримбора молотом, який колись йому подарував.

## Сюжет
Слідопит Таліон є командиром гарнізону в Мораноні (Чорна Брама Мордору). Він щасливо живе зі своєю дружиною Іорет і виховує сина Діраеля. Однієї дощової ночі гарнізон був атакований уруками на чолі з трьома Чорними Полководцями армії Саурона: Молотом Саурона, Вежею Саурона та їх командиром — Чорною Рукою Саурона. Таліон, його дружина і син були захоплені та ритуально принесені в жертву Чорною Рукою в спробі вселити в себе дух Келебримбора. Проте Келебримбор вселився в Таліона, рятуючи його від смерті (незрозуміло, чи живий насправді Таліон чи ні — постійно згадується, що він «більше не належить цьому світу», і «смерть його не приймає»). Таліон бажає лише одного — вирушити в потойбічний світ, щоб зустрітися з дружиною і сином. Келебримбор повідомляє йому, що прокляття Чорної Руки не дасть їм остаточно вмерти, і єдиний спосіб позбутися від нього — вбити Чорну Руку Саурона. Чоловік і дух об'єднуються, аби пронести свою помсту через весь Мордор.
Келебримбор, перебуваючи 5000 років у вигляді духа, втратив пам'ять і не знає навіть свого імені. Під час своїх подорожей Таліон і Келебримбор декілька разів зустрічаються з Ґолумом, який говорить з Келебримбором, називаючи його «Світлим Господарем». Це спричинено тим, що вони обидва міцно пов'язані з Перснем Влади. Сподіваючись таким чином повернути «своє золотце», Ґолум веде мандрівників до різноманітних артефактів, які по частинках відновлюють пам'ять духа і дарують головному герою нові вміння.
В пошуках Чорної Руки, Таліон знаходить союзника в особі Хірґона, слідопита-дезертира, який очолює «вигнанців», нащадків злочинців, засланих на будівництво Чорної Брами. Ще одним неочікуваним союзником стає Мишарій Боягуз — орк, який обіцяв привести Таліона ближче до генералів в обмін на просування у військовій ієрархії. Таліон допомагає Мишарію наблизитися до вождя, вбиваючи його конкурентів, а також надає допомогу Хірґону в звільненні «вигнанців», захоплених Сауроном, в тому числі Ерін, дружині Хірґона, через яку він і дезертирував. Таліон у підсумку підбурює ізгоїв на знищення статуї, збудованої на честь Саурона. Це повстання мало привернути увагу Чорної Руки та змусити його з'явитися, але замість нього з'являється Молот Саурона, який карає Мишарія ударом своєї булави, а після цього й сам вмирає від рук Таліона.
Після цього Таліон вирушає до Нурна — королівства корсарів, розташованого на півдні Мордора, разом із Літаріель, названою донькою Королеви Марвен, яка знайшла його в Удуні. Марвен, стара хвора чаклунка, пропонує свою допомогу, щоб зняти прокляття духа з Таліона. Вона радить їм використати силу Келебримбора як «Світлого Господаря», щоб взяти під контроль армію орків й повести її проти Саурона. Таліон потім розуміє, що Марвен потрапила під вплив чарівника Сарумана (на кшталт короля Теодена у фільмі Володар Перснів: Дві Вежі), Голови Білої Ради, який хотів раніше Чорної Руки захопити дух майстра-коваля. Але Літаріель за порадою Таліона розбиває патерицю Марвен, розірвавши зв'язок з чарівником. Королева Нурну зі старої перетворюється на привабливу жінку середніх років. Також Таліон зустрічає гнома Торвіна, завдяки якому відточує свої вміння у підкоренні тварин та отримує різець - ще один артефакт Келебримбора. Таліон доводить справу до кінця: взявши під свій контроль останніх господарів орків і веде їх на Еред-Ґламот. Там він вступає в бій з Вежею Саурона, який намагається перемогти його магією ілюзії, але Таліон вбиває його, жорстоко порізавши Ахарном, уламком меча Діраеля, який він використовує як кинджал. Ще до поєдинку з Вежею, той встигає розказати Таліону, що насправді його прокляттям є сам Келебримбор, який може покинути тіло Таліона в будь-який момент. Таліон розлючений через обман Перснетворця, але у подальшому не порушує цю тему у розмовах з Келебримбором.
Таліон повертається туди, де все почалось, — до Чорних Воріт. Там він збирає вірних йому орків й б'ється з  П'ятьма Кігтями Чорної Руки — уруками-ватажками беззаперечно підпорядкованими полководцю. Чорна Рука відкриває спогад поразки та смерті Келебримбора і користується моментом, відділяючи Келебримбора від Таліона, порізавши собі горло — так само, як він прикликав дух ельфа. Таліон захлинається у власній крові, позаяк дух більше не може тримати його рану на шиї закритою, а Саурон матеріалізується в тілі Чорної Руки, отримавши силу Перснетворця. Саурон нападає на Таліона. В останній момент Келебримбору вдається зупинити Руку Саурона, а Таліон вбиває Чорну Руку, знову возз'єднується з Келебримбором і, нарешті, мститься за свою сім'ю. Саурон повертається духом назад у Барад-Дур, але війна Саурона проти Середзем'я лишається тільки питанням часу, про що свідчить потужне виверження Ородруїна, яке накриває весь Мордор густими хмарами попелу з червоною загравою від вогню «Гори Фатуму». Келебримбор пропонує Таліону залишити Середзем'я й рушити до «Ближнього берегу», але Таліон заперечує, питаючи чи здобуде дух Келебримбора спокій у Безсмертних Землях, якщо вони підуть, «знаючи, що могли врятувати Средзем'я, та не зробивши нічого». При цьому у Таліона на руці з'являється чорна мітка, яку він не показав духу. Келебримбор зникає під час спалаху від Ородруїна, а сам Таліон, чиї очі горять вогнем, як у Аннатара, говорить, що «прийшов час нового Персня».

## Продовження
Продовження: Middle-earth: Shadow of War, в якому Таліон разом з Келебримбором створюють Новий Перстень Влади, щоб кинути виклик Саурону. Дата виходу 10 жовтня 2017 року.

## Головні герої
- Таліон (від синд. thalion — «сильний», «стійкий»[5]) — головний герой. Таліон помирає разом зі своєю сім'єю під час нападу орків. Згодом, Таліона повертає дух Келебрімбора (творець Перснів Влади), щоб помститися Темному Володарю.
- Келебримбор — ельф-нолдор, онук Феанора, великий коваль, майстер-ювелір Ереґіона та його володар. Одного разу, в його кузню прийшов Саурон, в образі ельфа названим Аннатар, і попросив Келебримбора викувати Персні Влади. Саурон потайки створив Єдиний Перстень, і з допомогою коваля здобув контроль над іншими Перснями. Келебримбор встиг сховати гномівські й ельфійські Персні. Не бажаючи миритися з цим, Саурон вторгся до Ереґіона і ув'язнив Келебримбора у фортеці Барад-Дур та катував його. Однак дізнався лише про 7 гномівських перснів, після чого вбив упертого ельфа. По сюжету гри дух Келебримбора повертає до життя Таліона й вселяється у його тіло заради того, щоб помститися Саурону. Також є головним героєм в доповненні Світлий Володар.
- Саурон — також знаний, як Темний Володар. Втілення — Чорна Рука. Має при собі дуже багато помічників, головні з яких  Молот і Вежа.
- Ґолум — від початку гобіт, якого спотворив Єдиний Перстень. Ґолум допомагає Таліону знайти артефакти, завдяки яким Келебримбор повертає втрачені спогади.

## Розроблення
В серпні 2013 співробітник з Monolith Productions повідомив, що компанія працює над грою ААА класу. 12 листопада 2013, було анонсовано, що гра, над якою вони працюють, називається Middle-earth: Shadow of Mordor. Команда Monolith Productions працює з Middle-earth Enterprises, Пітером Джексоном і співробітниками з Weta Workshop, щоб весь проект був узгодженим. Сценарій для гри написав Крістіан Кантамеса, який був ведучим сценаристом і дизайнером в компанії Rockstar Games для ігор Manhunt і Red Dead Redemption.
В лютому 2014, Monolith Productions оголосила, що деякі характеристики системи «Немезіс» не будуть застосованими на консолях PlayStation 3 і Xbox 360, так як розробник сфокусував увагу на консолях наступного покоління.
В березні 2015 було оголошено про розробку Linux-версії.